# Семеусов, Валерий Александрович
Валерий Александрович Семеусов (11 ноября 1936, Иркутск — 10 октября 2022) — юрист, специалист по советскому и российскому гражданскому праву; выпускник юридического факультета Иркутского государственного университета (1960), доктор юридических наук с диссертацией о хозяйственных договорах (1987); профессор и заведующий кафедрой гражданского права и процесса Иркутского государственного университета; заведующий кафедрой предпринимательского права Байкальского государственного университета экономики и права и инициатором создания юридического факультета.

## Биография

### Ранние годы
Валерий Семеусов родился 11 ноября 1936 года в Иркутске в семье бывших крестьян Александра Ивановича Семеусова и Татьяны Андреевны Вологиной; рано потеряв мать, воспитывался бабушкой и возвратившимся с фронта Второй мировой войны отцом. В 1955 году Валерий получил среднее образование, закончив иркутскую среднюю школу № 11 имени В. В. Маяковского и стал студентом юридического факультета Иркутского государственного университета (ИГУ). В 1960 году он стал выпускником данного вуза по специальности «правоведение».
В период с 1961 по 1962 год Семеусов являлся следователем прокуратуры в городе Братск и помощником прокурора в родном Иркутске; затем, с 1962 по 1964 год он занимал пост старшего юрисконсульта в Восточно-Сибирском совете народного хозяйства (в управлении рабочего снабжения и в управлении машиностроения). В 1964 году начал научно-преподавательскую деятельность: в январе занял позицию штатного преподавателя на кафедре гражданского права и гражданского процесса, являвшейся частью Иркутского университета (получил приглашение от декана юридического факультета профессора Вадима Пертцика). Читал студентам ИГУ курс лекций по «колхозному праву» (земельному праву); в декабре 1966 года стал старшим преподавателем на той же кафедре.

### Научно-педагогическая деятельность
Осенью 1967 года Валерий Семеусов стал аспирантом Всесоюзного юридического заочного института (ВЮЗИ); в октябре 1969 года он защитил в ВЮЗИ кандидатскую диссертацию по теме «Договорные отношения по материально-техническому обеспечению сельского хозяйства» — стал кандидатом наук по специальности «гражданское право и гражданский процесс». Через месяц он занял позицию доцента ИГУ и начал читать студентам курсы по гражданскому праву, а также — вести специальные курсы по хозяйственному праву и вопросам, связанным с договорами поставки. В марте 1971 году получил ученое звание доцента по кафедре гражданского права и процесса.
В период с 1972 по 1974 год Семеусов являлся депутатом Кировского районного совета. В декабре 1979 года он стал старшим научным сотрудником университета, получив возможность заняться написанием своей докторской диссертации; в том же году издал в Иркутске свою работу «Функции хозяйственного договора». В 1987 году он успешно защитил в ВЮЗИ докторскую диссертацию по теме «Хозяйственный договор в агропромышленном комплексе: перспективы развития» — стал доктором юридических наук по специальности «гражданское право, семейное право». Степень была присуждена в октябре 1988 года, а в следующем году он получил и ученое звание профессора — занял пост на кафедре экономического контроля и ревизии, являвшейся частью Иркутского института народного хозяйства (сегодня — Байкальский государственный университет экономики и права).
В период распада СССР, в январе 1990 года, Семеусов перешёл на постоянную работу в институт народного хозяйства, где стал заведующим кафедрой хозяйственного права (сегодня — кафедра предпринимательского и финансового права); оставался на данном посту в течение 19 лет. В 1993 году являлся инициатором создания в институте отдельного юридического факультета; стал первым деканом нового факультета. Состоял членом Третейского суда при Торгово-промышленной палате (ТПП) Восточной Сибири; входил в состав научно-консультативного совета, работавшего при Федеральном арбитражном суде Восточно-Сибирского округа. Стал членом-корреспондентом Международной академии наук высшей школы.
В 1998 году Семеусов стал научным руководителем аспирантуры по направлению «предпринимательское (хозяйственное) право», незадолго до этого открытой в Сибири и на Дальнем Востоке России — стал известен как основатель «сибирской школы предпринимательского (хозяйственного) права». В 2000 году стал «Почетным работником высшего профессионального образования РФ»; в 2009 году Семеусову было присвоено звание «Почетный профессор Байкальского государственного университета экономики и права».

## Работы
Валерий Семеусов является автором и соавтором десятков научных публикаций, включая двенадцать монографий и сорок учебных пособий. Профессор Семеусов обращал внимание на то, что такая правовая категория как «ликвидация юридических лиц» регулируется в России «при помощи трёхуровневой системы источников правового регулирования»; кроме того, он полагает, что «у договора есть, в том числе, регулятивная функция и функция локального регулирования общественных отношений»:
- Функции хозяйственного договора. Иркутск, 1979[4].
- Договоры в сельском хозяйстве: Методология и концепции. М., 1985.
- Коммерческое право. Ч. 1, 2. Иркутск, 1997.
- Правовое регулирование иностранных инвестиций. Иркутск, 1985.
- Правосубъектность арендного предприятия (юридические гарантии прав арендного предприятия). Иркутск, 1991.
- Предпринимательство и право. Иркутск, 1996.
- Санкции в хозяйственном законодательстве: учебное пособие. Иркутск, 1982.